# Anna Maria de Saavedra i de Macià
Anna Maria de Saavedra i de Macià (Vilafranca del Penedès, 13 de gener del 1905 - Barcelona, 5 de gener de 2001) fou una escriptora i mestra catalana.

## Biografia
Nasqué en una família aristocràtica. Fou filla del poeta andalús Román de Saavedra i de Almenara, descendent dels comtes de Castellar; i de Maria del Pilar de Macià i Mir, pubilla de la família Macià, pertanyents a la noblesa catalana. Anna Maria residí la major part de la seva vida al palau Macià de Vilafranca, tot i que els darrers anys es traslladà a la casa Santurce de Barcelona.
El 1917 ingressà a l'Institut de Tarragona per cursar estudis de batxillerat com a alumna lliure; el maig de 1925 se li n'expedeix el títol. De setembre de 1919 a juny de 1921 estudià al Pensionnat de Notre-Dame-de-Sion, a Estrasburg, on aprengué llatí. El 1930 es llicencià en Filosofia i Lletres per la Universitat de Barcelona. Entre el 1932 i el 1939 ensenyà català i llatí a l'Institut Escola de la Generalitat de Catalunya.
Després de publicar poemes esparsos a Penedès, la fermesa poètica li arribà el 4 d'abril de 1924, quan El Dia, de Terrassa, li publicà nou poemes, amb una elogiosa introducció, que després es reproduïren en La Veu de Catalunya. És autora de més poemes publicats en diverses revistes, com La Mainada, L'Amic de les Arts, Bella Terra, La Publicitat, La Revista i Hèlix, aplegats el 2001 en Obra poètica (1919-1929).
Als anys trenta deixà la carrera poètica i es lliurà a l'ensenyament i a la traducció. Entre el 1927 i el 1932 va traduir al català i va prologar per a la Fundació Bernat Metge, amb Adela M. Trepat, les Heroides i les Metamorfosis d'Ovidi. Seguint els criteris de la Fundació Bernat Metge, traslladà en prosa aquestes obres poètiques. Durant la postguerra, publicà articles sobre Roís de Corella i traduí al castellà Historia de la literatura griega (1954), de Quintino Cataudella, una Introducción a Ramón Llull (1960) i, amb Francisco de P. Samaranch, una Antología de Ramón Llull (1961), prologada per Miquel Batllori. Amb Batllori, també edità Autobiografía y Libro del amigo y del amado (1987).
Entre 1946 i 1984 va ser membre de l'Acadèmia del Far de Sant Cristòfol, de la qual va ser secretària i, només alguns anys, tresorera. Com a membre d'aquesta acadèmia, va promoure els actes d'homenatge a Eugeni d'Ors, que van tenir lloc el 1975 (amb motiu dels 20 anys de la seva mort) i el 1981 (amb motiu del centenari del seu naixement) al Museu de Vilafranca.
El maig de 2016 se li va dedicar una jornada d'homenatge al claustre de Sant Francesc, a Vilafranca del Penedès, amb la intervenció de Victòria Alsina Keith, Josep Colomé Ferrer, Joan Cuscó i Clarasó, Pilar Garcia-Sedas, Vinyet Panyella i Balcells, Neus Real i Mercadal, i l'any següent se'n van publicar les ponències.

## Obra publicada
- Antologia poètica 1919-1929 (2001),[2] amb estudi introductori i edició crítica a cura de Pilar Garcia Sedas.